# Roter Kamm (kráter)
Roter Kamm je impaktní kráter na jihu Namibie. Nachází se v regionu ǁKhaeb na území Národního parku Tsau-ǁKhaeb-(Sperrgebiet)-Nationalpark, známého též jako Sperrgebiet-Nationalpark.

## Geografie
Kráter leží v rozlehlé písečné poušti Namib zhruba 60 km vzdušnou čarou směrem na východ od pobřeží Atlantského oceánu a 70 km severozápadně od nejbližší linie státní hranice mezi Namibii a Jihoafrickou republikou. Kráter se nachází na území zvaném Spergebiet (v překladu z němčiny uzavřená oblast). Tato oblast byla nepřístupná veřejnosti z důvodu těžby diamantů. Městečko Oranjemund, významné středisko těžby diamantů, které až do roku 2017 patřilo těžařské a zpracovatelské nadnárodní společnosti De Beers, leží na severním břehu řeky Oranje na namibijsko-jihoafrické hranici přibližně 80 km jižně od kráteru.

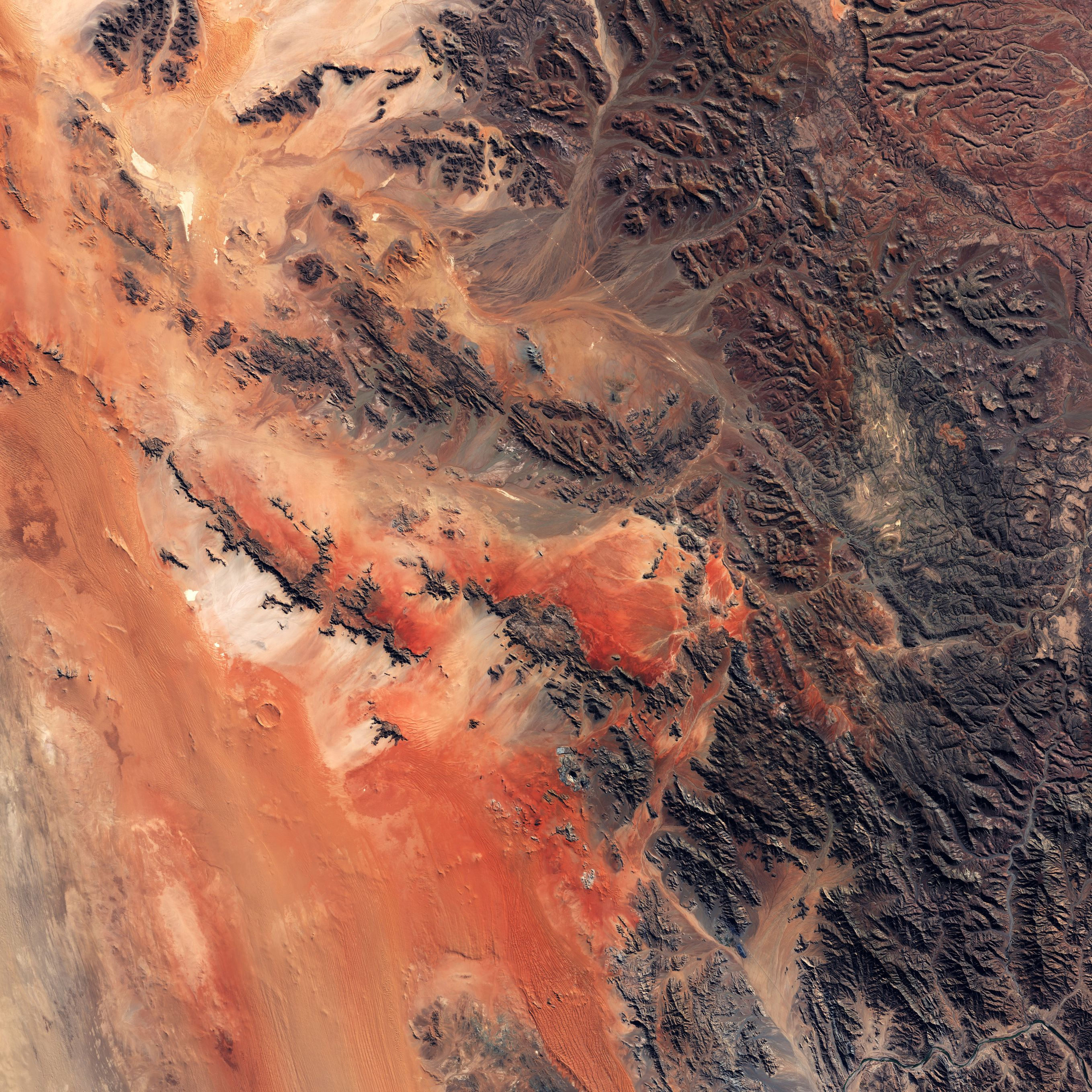
Namibská poušť s kráterem Roter Kamm (vlevo) na snímku, pořízeném družicí Sentinel 2 v roce 2020

Nejvyšším vrcholem v okolí kráteru je 12 km vzdálený masív hory Aurus (1050 m n. m.). Kráter má kruhový tvar o průměru 2,5 kilometrů a je 130 metrů hluboký, jeho původní dno se nachází pod 100 metrů silnou vrstvou písku. Hradba kolem kráteru se zvedá do výšky 40 až 90 metrů nad okolní pouští. Roter Kamm patři k nejlépe viditelným kráterům na povrchu Země.

## Historie
Existence kráteru byla poprvé zaznamenána díky geologickému průzkumu uzavřené oblasti v 60. letech 20. století. V roce 1965 bylo určeno, že se jedná o impaktní kráter, který vznikl po dopadu meteoritu. Další průzkum této těžko dostupné lokality proběhl až v letech 1986 a 1987.
Po výzkumu v 90. letech 20. století bylo stáří kráteru stanoveno přibližně na 3,7 milionu let. Na základě průzkumu pomocí laserové techniky v roce 2008  byla tato hranice stáří namibijského impaktu posunuta do pliocénu v období před čtyřmi až pěti miliony let.